# Rugby Europe International Championships 2016/17
Die Rugby Europe International Championships 2016/17 waren ein Rugby-Union-Wettbewerb für europäische Nationalmannschaften der zweiten und dritten Stärkeklasse, unterhalb der Six Nations. Es handelte sich um die 42. Ausgabe der Rugby-Union-Europameisterschaft und um die erste Austragung des Wettbewerbs im neuen Format.
Das Austragungsformat wich von jenem des Vorgängers ab. Alle Divisionen wurden in einem Einjahreszyklus anstatt des bisherigen Zweijahreszyklus durchgeführt. Beteiligt waren 36 Mannschaften, die in vier Divisionen eingeteilt waren. Zusätzlich diente der von Rugby Europe organisierte Wettbewerb zur Ermittlung der europäischen Teilnehmer der Weltmeisterschaft 2019, die nicht bereits qualifiziert waren (siehe dazu Qualifikation zur Weltmeisterschaft 2019). Den Europameistertitel gewann zum zehnten Mal Rumänien.

## Reglement
Das verwendete Punktesystem war in allen Divisionen wie folgt:
- 4 Punkte bei einem Sieg
- 2 Punkte bei einem Unentschieden
- 0 Punkte bei einer Niederlage
- 1 Bonuspunkt wenn eine Mannschaft in einem Spiel mindestens drei Versuche mehr erzielt als der Gegner
- 1 Bonuspunkt bei einer Niederlage mit sieben oder weniger Punkten Differenz

## Rugby Europe Championship

### Nachträgliche Änderungen
Da Georgien sich bereits automatisch für die Weltmeisterschaft qualifiziert hatte, nahm im Falle eines georgischen Sieges der Zweitplatzierte den Qualifikationsplatz für Europa 1 ein. In Bezug auf die Spielberechtigung von Spielern kam der unabhängige Ausschuss nach einer umfassenden Prüfung der Beweise, einschließlich der Erklärungen und Eingaben von World Rugby, Rugby Europe sowie der Verbände Belgiens, Rumäniens, Spaniens und Russlands, im Mai 2018 zu folgendem Ergebnis:
- Belgien hatte während der Europameisterschaften 2017 und 2018 bei sieben Gelegenheiten einen oder mehrere nicht spielberechtigte Spieler eingesetzt (davon sechs Spiele im Zusammenhang mit der WM-Qualifikation)
- Rumänien hatte bei acht Gelegenheiten einen nicht spielberechtigten Spieler eingesetzt (davon sechs Spiele im Zusammenhang mit der WM-Qualifikatio).
- Spanien hatte bei neun Gelegenheiten einen oder mehrere nicht spielberechtigte Spieler eingesetzt (davon acht Spiele im Zusammenhang mit der WM-Qualifikation).

In Bezug auf die Sanktionen gemäß Regel 18 legte der unabhängige Ausschuss Folgendes fest: Abzug von 5 Punkten für jedes Spiel, in dem ein Verband einen nicht spielberechtigten Spieler eingesetzt hat (40 Punkte Abzug für Spanien sowie 30 Punkte Abzug für Belgien und Rumänien). Auf der Grundlage einer Neuberechnung der Tabellen der Europameisterschaft im Zusammenhang mit der WM-Qualifikation qualifizierte sich daher Russland als Europa 1 in Gruppe A und ersetzte Rumänien, während Deutschland Spanien im europäischen Playoff gegen Portugal ersetzte. Da das Turnier 2017 bereits abgeschlossen und die Abstiegsfrage in diesem Jahr entschieden worden war, wurde der Punktabzug nicht auf das Turnier 2017 angewendet.

### Tabelle
|    | Land        | Spiele | Siege | Unent. | Ndlg. | Spiel- punkte | Diff. | Bonus- punkte | Tabellen- punkte |
| -- | ----------- | ------ | ----- | ------ | ----- | ------------- | ----- | ------------- | ---------------- |
| 1. | Rumänien    | 5      | 4     | 0      | 1     | 122:78        | + 44  | 3             | 19               |
| 2. | Georgien    | 5      | 4     | 0      | 1     | 136:44        | + 92  | 3             | 19               |
| 3. | Spanien     | 5      | 3     | 0      | 2     | 91:54         | + 37  | 1             | 13               |
| 4. | Russland    | 5      | 2     | 0      | 3     | 107:117       | − 10  | 1             | 9                |
| 5. | Deutschland | 5      | 2     | 0      | 3     | 121:201       | − 80  | 0             | 8                |
| 6. | Belgien     | 5      | 0     | 0      | 5     | 70:153        | − 83  | 2             | 2                |

### Spiele
| 11. Februar 2017 13:15 MEZ (UTC+1) | Deutschland | 41 : 38         | Rumänien | Stadion am Bieberer Berg, Offenbach am Main Zuschauer: 3000 Schiedsrichter: Maxime Chalon (Frankreich) |
| 11. Februar 2017 13:15 MEZ (UTC+1) | Versuche: Strafversuch 34. erh. Otto 36. erh. Barber (2) 57. erh., 70. erh. Coetzee 74. erh. Erhöhungen: Parkinson (5/5) Straftritte: Parkinson (1/2) 7. Dropgoals: Parkinson (1/1) 18. | (20:24) Bericht | Versuche: Ursache (2) 19. erh., 46. erh. Umaga 23. erh. Dumitru (2) 29. erh., 49. erh. Erhöhungen: Vlaicu (5/5) Straftritte: Vlaicu (1/1) 3. | Stadion am Bieberer Berg, Offenbach am Main Zuschauer: 3000 Schiedsrichter: Maxime Chalon (Frankreich) |

| 11. Februar 2017 15:00 MEZ (UTC+1) | Belgien                            | 6 : 31         | Georgien | Petit Heysel, Brüssel Zuschauer: 4000 Schiedsrichter: Ben Whitehouse (Wales) |
| 11. Februar 2017 15:00 MEZ (UTC+1) | Straftritte: Williams (2) 42., 56. | (0:17) Bericht | Versuche: Tchilaischwili 21. erh. Koschadse 37. erh. Strafversuch 75. erh. Gorgadse 80.+10 erh. Erhöhungen: Kwirikaschwili (3/3) Malaghuradse (1/1) Straftritte: Kwirikaschwili (1/1) 12. | Petit Heysel, Brüssel Zuschauer: 4000 Schiedsrichter: Ben Whitehouse (Wales) |

| 11. Februar 2017 15:45 MEZ (UTC+1) | Spanien                                                                               | 16 : 6         | Russland                              | Estadio Nacional Universidad Complutense, Madrid Zuschauer: 8000 Schiedsrichter: Dudley Phillips (Irland) |
| 11. Februar 2017 15:45 MEZ (UTC+1) | Versuche: Bélie 7. erh. Erhöhungen: Linklater Straftritte: Linklater (3) 5., 20., 80. | (13:6) Bericht | Straftritte: Kuschnarjow (2) 11., 34. | Estadio Nacional Universidad Complutense, Madrid Zuschauer: 8000 Schiedsrichter: Dudley Phillips (Irland) |

| 18. Februar 2017 13:00 OEZ (UTC+2) | Rumänien                                                                              | 13 : 3         | Spanien                          | Stadionul Arcul de Triumf, Bukarest Schiedsrichter: Elia Rizzo (Italien) |
| 18. Februar 2017 13:00 OEZ (UTC+2) | Versuche: Vlaicu 15. erh. Erhöhungen: Vlaicu (1/1) Straftritte: Vlaicu (2/2) 29.. 57. | (10:3) Bericht | Straftritte: Linklater (1/2) 20. | Stadionul Arcul de Triumf, Bukarest Schiedsrichter: Elia Rizzo (Italien) |

| 18. Februar 2017 15:00 MEZ (UTC+1) | Belgien | 18 : 25        | Russland | Petit Heysel, Brüssel Zuschauer: 2500 Schiedsrichter: Salem Attalah (Frankreich) |
| 18. Februar 2017 15:00 MEZ (UTC+1) | Versuche: Muric 36. n.erh. Demolder 47. erh. Erhöhungen: Williams (1/2) Straftritte: Williams (2/3) 5., 62. | (8:12) Bericht | Versuche: Gresew 3. erh. Garbusow 10. n.erh. Jelgin 80. erh. Erhöhungen: Kuschnarjow (2/3) 3., 80. Straftritte: Kuschnarjow (2/2) 55., 71. | Petit Heysel, Brüssel Zuschauer: 2500 Schiedsrichter: Salem Attalah (Frankreich) |

| 19. Februar 2017 15:00 GET (UTC+4) | Georgien | 50 : 6         | Deutschland                          | Poladi-Stadion, Rustawi Zuschauer: 3300 Schiedsrichter: Max Burlet (Belgien) |
| 19. Februar 2017 15:00 GET (UTC+4) | Versuche: Koschadse (2) 3. erh., 27. erh. Pruidse 17. erh. Tchilaischwili (2) 47. n.erh., 68. erh. Gorgadse (2) 56. n.erh., 64. n.erh. Scharikadse 80. erh. Erhöhungen: Kwirikaschwili (4/7) Koschadse | (21:6) Bericht | Straftritte: Parkinson (2/3) 8., 24. | Poladi-Stadion, Rustawi Zuschauer: 3300 Schiedsrichter: Max Burlet (Belgien) |

| 4. März 2017 13:00 MSK (UTC+3) | Russland                                                                                    | 10 : 30        | Rumänien | Slawa-Metreweli-Zentralstadion, Sotschi Zuschauer: 2000 Schiedsrichter: Sean Gallagher (Irland) |
| 4. März 2017 13:00 MSK (UTC+3) | Versuche: Morosow 79. erh. Erhöhungen: Kuschnarjow (1/1) Straftritte: Kuschnarjow (1/1) 40. | (3:14) Bericht | Versuche: Badiu 6. erh. Lemnaru 26. erh. Popârlan 69. n.erh. Rose 80. n.erh. Erhöhungen: Vlaicu (2/2) Straftritte: Calafeteanu (2) 45., 47. | Slawa-Metreweli-Zentralstadion, Sotschi Zuschauer: 2000 Schiedsrichter: Sean Gallagher (Irland) |

| 4. März 2017 16:00 MEZ (UTC+1) | Spanien                                                                         | 10 : 20        | Georgien | Estadio Municipal, Medina del Campo Zuschauer: 7000 Schiedsrichter: Craig Evans (Wales) |
| 4. März 2017 16:00 MEZ (UTC+1) | Versuche: Gavidi 22. erh. Erhöhungen: Linklater (1/1) Straftritte: Linklater 2. | (10:3) Bericht | Versuche: Tchilaischwili 49. erh. Matiaschwili 57. erh. Erhöhungen: Kwirikaschwili (2/2) Straftritte: Kwirikaschwili (2) 20., 78. | Estadio Municipal, Medina del Campo Zuschauer: 7000 Schiedsrichter: Craig Evans (Wales) |

| 4. März 2017 16:15 MEZ (UTC+1) | Deutschland | 34 : 29        | Belgien | Stadion am Bieberer Berg, Offenbach am Main Zuschauer: 4126 Schiedsrichter: Iñigo Atorasagasti (Spanien) |
| 4. März 2017 16:15 MEZ (UTC+1) | Versuche: Otto 6. erh. Els 33. erh. Armstrong 45. erh. Murphy 67. erh. Erhöhungen: Parkinson (4/4) Straftritte: Parkinson (2/2) 9., 15. | (20:6) Bericht | Versuche: Williams 52. erh. Pearce 60. n.erh. Muric 77. n.erh. Erhöhungen: Williams (1/3) Straftritte: Williams (4/4) 3., 20., 65., 80.+1 | Stadion am Bieberer Berg, Offenbach am Main Zuschauer: 4126 Schiedsrichter: Iñigo Atorasagasti (Spanien) |

| 11. März 2017 15:00 MEZ (UTC+1) | Belgien                                                                                             | 17 : 33        | Rumänien | Petit Heysel, Brüssel Zuschauer: 3000 Schiedsrichter: Claudio Blessano (Italien) |
| 11. März 2017 15:00 MEZ (UTC+1) | Versuche: Reynaert 42. erh. De Clercq 54. erh. Erhöhungen: Williams (2/2) Straftritte: Williams 66. | (0:14) Bericht | Versuche: Cobden (2) 9. erh., 20. erh. Lucaci 49. erh. Gordaș 71. erh. Vlaicu 77. n.erh. Erhöhungen: Vlaicu (4/5) | Petit Heysel, Brüssel Zuschauer: 3000 Schiedsrichter: Claudio Blessano (Italien) |

| 11. März 2017 16:00 MEZ (UTC+1) | Deutschland                                                                                           | 15 : 32        | Spanien | Sportpark Höhenberg, Köln Zuschauer: 4500 Schiedsrichter: Lloyd Linton (Schottland) |
| 11. März 2017 16:00 MEZ (UTC+1) | Versuche: Otto 54. n.erh. Marks 66. erh. Erhöhungen: Parkinson (1/2) Straftritte: Parkinson (1/2) 10. | (3:29) Bericht | Versuche: Linklater 4. erh. Casteglioni 26. erh. Jorba 36. n.erh. Rouet 39. erh. Erhöhungen: Linklater (3/4) Straftritte: Linklater (2/3) 13., 62. | Sportpark Höhenberg, Köln Zuschauer: 4500 Schiedsrichter: Lloyd Linton (Schottland) |

| 12. März 2017 18:00 GET (UTC+4) | Georgien | 28 : 14        | Russland                                                                  | Boris-Paitschadse-Nationalstadion, Tiflis Zuschauer: 52.000 Schiedsrichter: Ian Tempest (England) |
| 12. März 2017 18:00 GET (UTC+4) | Versuche: Koschadse 3. erh. Lobschanidse (2) 26. erh., 48. erh. Katscharawa 65. erh. Erhöhungen: Kwirikaschwili (4/4) | (14:0) Bericht | Versuche: Gaissin 55. erh. Fedotko 75. erh. Erhöhungen: Kuschnarjow (2/2) | Boris-Paitschadse-Nationalstadion, Tiflis Zuschauer: 52.000 Schiedsrichter: Ian Tempest (England) |

| 18. März 2017 16:00 MEZ (UTC+1) | Spanien | 30 : 0         | Belgien | Estadio Nacional Universidad Complutense, Madrid Zuschauer: 1000 Schiedsrichter: Vlad Iordăchescu (Rumänien) |
| 18. März 2017 16:00 MEZ (UTC+1) | Versuche: Villanueva 10. erh. Perrin 10. erh. Gavidi 75. erh. Erhöhungen: Linklater (3/3) Straftritte: Linklater (3) 2., 28., 78. | (20:0) Bericht |         | Estadio Nacional Universidad Complutense, Madrid Zuschauer: 1000 Schiedsrichter: Vlad Iordăchescu (Rumänien) |

| 19. März 2017 14:00 MSK (UTC+3) | Russland | 52 : 25        | Deutschland | Slawa-Metreweli-Zentralstadion, Sotschi Zuschauer: 2500 Schiedsrichter: Cedric Marchat (Frankreich) |
| 19. März 2017 14:00 MSK (UTC+3) | Versuche: Gaissin 3. erh. Simplikewitsch 31. n.erh. Gerassimow (2) 41. erh., 72. erh. Jelgin 57. erh. Artemjew 64. erh. Krotow 67. n.erh. Michalzow 75. erh. Erhöhungen: Kuschnarjow (5/6) Gaissin (1/2) | (12:7) Bericht | Versuche: Parkinson 11. erh. Mathurin (2) 60. erh., 80.+3 n.erh. Erhöhungen: Parkinson (1/1) Hilsenbeck (1/2) Straftritte: Hilsenbeck (2/2) 47., 54. | Slawa-Metreweli-Zentralstadion, Sotschi Zuschauer: 2500 Schiedsrichter: Cedric Marchat (Frankreich) |

| 19. März 2017 15:00 OEZ (UTC+2) | Rumänien                                                | 8 : 7         | Georgien                                                        | Stadionul Arcul de Triumf, Bukarest Zuschauer: 5500 Schiedsrichter: Ian Davies (Wales) |
| 19. März 2017 15:00 OEZ (UTC+2) | Versuche: Fercu 3. n.erh. Straftritte: Vlaicu (1/3) 53. | (5:7) Bericht | Versuche: Scharikadse 40. erh. Erhöhungen: Kwirikaschwili (1/1) | Stadionul Arcul de Triumf, Bukarest Zuschauer: 5500 Schiedsrichter: Ian Davies (Wales) |

## Rugby Europe Trophy
|    | Land        | Spiele | Siege | Unent. | Ndlg. | Spiel- punkte | Diff. | Bonus- punkte | Tabellen- punkte |
| -- | ----------- | ------ | ----- | ------ | ----- | ------------- | ----- | ------------- | ---------------- |
| 1. | Portugal    | 5      | 5     | 0      | 0     | 179:37        | + 142 | 5             | 25               |
| 2. | Niederlande | 5      | 3     | 0      | 2     | 159:94        | + 65  | 3             | 15               |
| 3. | Schweiz     | 5      | 3     | 0      | 2     | 140:122       | + 18  | 1             | 13               |
| 4. | Polen       | 5      | 3     | 0      | 2     | 73:73         | ± 0   | 0             | 12               |
| 5. | Moldau      | 5      | 1     | 0      | 4     | 100:162       | − 62  | 2             | 6                |
| 6. | Ukraine     | 5      | 0     | 0      | 5     | 52:215        | − 163 | 0             | 0                |

| 24. September 2016 19:30 MESZ (UTC+2) | Polen          | 22 : 0 | Ukraine | Dialog Arena, Lublin Zuschauer: 2500 Schiedsrichter: Daniel Jones (Wales) |
| 24. September 2016 19:30 MESZ (UTC+2) | (16:0) Bericht |        |         | Dialog Arena, Lublin Zuschauer: 2500 Schiedsrichter: Daniel Jones (Wales) |

| 5. November 2016 14:00 OEZ (UTC+2) | Ukraine        | 12 : 54 | Niederlande | Stadion Ukrajina, Lwiw Zuschauer: 1000 Schiedsrichter: Paulo Duarte (Portugal) |
| 5. November 2016 14:00 OEZ (UTC+2) | (0:23) Bericht |         |             | Stadion Ukrajina, Lwiw Zuschauer: 1000 Schiedsrichter: Paulo Duarte (Portugal) |

| 12. November 2016 13:00 OEZ (UTC+2) | Moldau         | 54 : 15 | Ukraine | Stadionul Olimpia Bălți, Bălți Zuschauer: 500 Schiedsrichter: Laurent Cardona (Frankreich) |
| 12. November 2016 13:00 OEZ (UTC+2) | (28:0) Bericht |         |         | Stadionul Olimpia Bălți, Bălți Zuschauer: 500 Schiedsrichter: Laurent Cardona (Frankreich) |

| 19. November 2016 15:00 MEZ (UTC+1) | Niederlande     | 44 : 17 | Moldau | NRCA Stadion, Amsterdam Zuschauer: 3215 Schiedsrichter: Sam Grove-White (Schottland) |
| 19. November 2016 15:00 MEZ (UTC+1) | (32:12) Bericht |         |        | NRCA Stadion, Amsterdam Zuschauer: 3215 Schiedsrichter: Sam Grove-White (Schottland) |

| 19. November 2016 15:00 MEZ (UTC+1) | Schweiz        | 10 : 28 | Portugal | Stade Municipal, Yverdon-les-Bains Zuschauer: 2057 Schiedsrichter: Emanuele Tomo (Italien) |
| 19. November 2016 15:00 MEZ (UTC+1) | (3:10) Bericht |         |          | Stade Municipal, Yverdon-les-Bains Zuschauer: 2057 Schiedsrichter: Emanuele Tomo (Italien) |

| 26. November 2016 15:00 MEZ (UTC+1) | Schweiz        | 29 : 26 | Moldau | Stade Municipal, Yverdon-les-Bains Zuschauer: 1030 Schiedsrichter: Frank Himmer (Deutschland) |
| 26. November 2016 15:00 MEZ (UTC+1) | (6:12) Bericht |         |        | Stade Municipal, Yverdon-les-Bains Zuschauer: 1030 Schiedsrichter: Frank Himmer (Deutschland) |

| 18. Februar 2017 14:25 MEZ (UTC+1) | Portugal        | 35 : 10 | Polen | CAR Rugby do Jamor, Lissabon Zuschauer: 2000 Schiedsrichter: Sam Grove-White (Schottland) |
| 18. Februar 2017 14:25 MEZ (UTC+1) | (21:10) Bericht |         |       | CAR Rugby do Jamor, Lissabon Zuschauer: 2000 Schiedsrichter: Sam Grove-White (Schottland) |

| 4. März 2017 14:45 MEZ (UTC+1) | Niederlande     | 10 : 26 | Portugal | NRCA Stadion, Amsterdam Zuschauer: 3500 Schiedsrichter: Giuseppe Vivarini (Italien) |
| 4. März 2017 14:45 MEZ (UTC+1) | (10:26) Bericht |         |          | NRCA Stadion, Amsterdam Zuschauer: 3500 Schiedsrichter: Giuseppe Vivarini (Italien) |

| 11. März 2017 14:45 MEZ (UTC+1) | Portugal       | 59 : 0 | Moldau | CAR Rugby do Jamor, Lissabon Zuschauer: 1400 Schiedsrichter: Stuart Gaffikin (Irland) |
| 11. März 2017 14:45 MEZ (UTC+1) | (28:0) Bericht |        |        | CAR Rugby do Jamor, Lissabon Zuschauer: 1400 Schiedsrichter: Stuart Gaffikin (Irland) |

| 12. März 2017 15:00 MEZ (UTC+1) | Schweiz         | 54 : 18 | Ukraine | Centre Sportif des Cherpines, Plan-les-Ouates Zuschauer: 2000 Schiedsrichter: Radu Petrescu (Rumänien) |
| 12. März 2017 15:00 MEZ (UTC+1) | (21:13) Bericht |         |         | Centre Sportif des Cherpines, Plan-les-Ouates Zuschauer: 2000 Schiedsrichter: Radu Petrescu (Rumänien) |

| 18. März 2017 13:30 OEZ (UTC+2) | Moldau         | 3 : 15 | Polen | Stadionul Olimpia Bălți, Bălți Zuschauer: 350 Schiedsrichter: Alexei Brysgalin (Russland) |
| 18. März 2017 13:30 OEZ (UTC+2) | (3:10) Bericht |        |       | Stadionul Olimpia Bălți, Bălți Zuschauer: 350 Schiedsrichter: Alexei Brysgalin (Russland) |

| 18. März 2017 15:00 MEZ (UTC+1) | Niederlande     | 38 : 25 | Schweiz | NRCA Stadion, Amsterdam Zuschauer: 2000 Schiedsrichter: Iñigo Atorasagasti (Spanien) |
| 18. März 2017 15:00 MEZ (UTC+1) | (14:22) Bericht |         |         | NRCA Stadion, Amsterdam Zuschauer: 2000 Schiedsrichter: Iñigo Atorasagasti (Spanien) |

| 1. April 2017 15:00 OESZ (UTC+3) | Ukraine        | 7 : 31 | Portugal | Spartak-Stadion, Odessa Zuschauer: 4000 Schiedsrichter: Vlad Iordăchescu (Rumänien) |
| 1. April 2017 15:00 OESZ (UTC+3) | (7:14) Bericht |        |          | Spartak-Stadion, Odessa Zuschauer: 4000 Schiedsrichter: Vlad Iordăchescu (Rumänien) |

| 8. April 2017 18:00 MESZ (UTC+2) | Polen          | 14 : 13 | Niederlande | ŁKS-Stadion, Łódź Zuschauer: 8500 Schiedsrichter: Tual Trainini (Frankreich) |
| 8. April 2017 18:00 MESZ (UTC+2) | (6:13) Bericht |         |             | ŁKS-Stadion, Łódź Zuschauer: 8500 Schiedsrichter: Tual Trainini (Frankreich) |

| 22. April 2017 17:00 MESZ (UTC+2) | Polen          | 12 : 22 | Schweiz | Polonia-Warschau-Stadion, Warschau Schiedsrichter: Matthew Carley (England) |
| 22. April 2017 17:00 MESZ (UTC+2) | (0:14) Bericht |         |         | Polonia-Warschau-Stadion, Warschau Schiedsrichter: Matthew Carley (England) |

## Rugby Europe Conference

### Conference 1

#### Nord
|    | Land       | Spiele | Siege | Unent. | Ndlg. | Spiel- punkte | Diff. | Bonus- punkte | Tabellen- punkte |
| -- | ---------- | ------ | ----- | ------ | ----- | ------------- | ----- | ------------- | ---------------- |
| 1. | Tschechien | 4      | 4     | 0      | 0     | 158:26        | + 132 | 3             | 19               |
| 2. | Litauen    | 4      | 3     | 0      | 1     | 93:47         | + 46  | 2             | 14               |
| 3. | Lettland   | 4      | 2     | 0      | 2     | 56:98         | − 42  | 1             | 9                |
| 4. | Schweden   | 4      | 1     | 0      | 3     | 56:124        | − 68  | 2             | 6                |
| 5. | Luxemburg  | 4      | 0     | 0      | 4     | 39:107        | − 68  | 1             | 1                |

| 3. September 2016 15:00 MESZ (UTC+2) | Schweden       | 14 : 56 | Tschechien | Korsängen, Enköping Zuschauer: 400 Schiedsrichter: Maxime Burlet (Belgien) |
| 3. September 2016 15:00 MESZ (UTC+2) | (0:28) Bericht |         |            | Korsängen, Enköping Zuschauer: 400 Schiedsrichter: Maxime Burlet (Belgien) |

| 22. Oktober 2016 15:00 OESZ (UTC+3) | Lettland        | 31 : 24 | Luxemburg | Zemgales olimpiskais centrs, Jelgava Zuschauer: 450 Schiedsrichter: Tomáš Tůma (Tschechien) |
| 22. Oktober 2016 15:00 OESZ (UTC+3) | (19:12) Bericht |         |           | Zemgales olimpiskais centrs, Jelgava Zuschauer: 450 Schiedsrichter: Tomáš Tůma (Tschechien) |

| 5. November 2016 14:00 OEZ (UTC+2) | Litauen       | 11 : 6 | Lettland | Savivaldybė Stadion, Šiauliai Zuschauer: 500 Schiedsrichter: Artur Kaptjuk (Russland) |
| 5. November 2016 14:00 OEZ (UTC+2) | (3:3) Bericht |        |          | Savivaldybė Stadion, Šiauliai Zuschauer: 500 Schiedsrichter: Artur Kaptjuk (Russland) |

| 5. November 2016 16:00 MEZ (UTC+1) | Luxemburg      | 0 : 19 | Schweden | Josy-Barthel-Stadion, Luxemburg Zuschauer: 1200 Schiedsrichter: Luca Trentin (Italien) |
| 5. November 2016 16:00 MEZ (UTC+1) | (0:19) Bericht |        |          | Josy-Barthel-Stadion, Luxemburg Zuschauer: 1200 Schiedsrichter: Luca Trentin (Italien) |

| 12. November 2016 14:00 MEZ (UTC+1) | Tschechien     | 15 : 6 | Litauen | Stadion ragby Císařka, Prag Zuschauer: 1500 Schiedsrichter: Nika Amaschukeli (Georgien) |
| 12. November 2016 14:00 MEZ (UTC+1) | (12:0) Bericht |        |         | Stadion ragby Císařka, Prag Zuschauer: 1500 Schiedsrichter: Nika Amaschukeli (Georgien) |

| 15. April 2017 14:00 MESZ (UTC+2) | Tschechien     | 54 : 3 | Lettland | Stadion ragby Císařka, Prag Zuschauer: 1000 Schiedsrichter: Gabriel Chirnoaga (Italien) |
| 15. April 2017 14:00 MESZ (UTC+2) | (19:3) Bericht |        |          | Stadion ragby Císařka, Prag Zuschauer: 1000 Schiedsrichter: Gabriel Chirnoaga (Italien) |

| 22. April 2017 15:00 OESZ (UTC+3) | Litauen        | 24 : 12 | Luxemburg | Aukštaitijos Stadion, Panevėžys Zuschauer: 450 Schiedsrichter: Mike Hawkins (Dänemark) |
| 22. April 2017 15:00 OESZ (UTC+3) | (12:9) Bericht |         |           | Aukštaitijos Stadion, Panevėžys Zuschauer: 450 Schiedsrichter: Mike Hawkins (Dänemark) |

| 29. April 2017 15:00 OESZ (UTC+3) | Lettland       | 16 : 9 | Schweden | Jāņa Daliņa stadions, Valmiera Zuschauer: 500 Schiedsrichter: Sam Grove-White (Schottland) |
| 29. April 2017 15:00 OESZ (UTC+3) | (13:3) Bericht |        |          | Jāņa Daliņa stadions, Valmiera Zuschauer: 500 Schiedsrichter: Sam Grove-White (Schottland) |

| 6. Mai 2017 14:00 MESZ (UTC+2) | Schweden       | 14 : 52 | Litauen | Korsangen, Enköping Zuschauer: 320 Schiedsrichter: Killian O’Brien (Deutschland) |
| 6. Mai 2017 14:00 MESZ (UTC+2) | (7:38) Bericht |         |         | Korsangen, Enköping Zuschauer: 320 Schiedsrichter: Killian O’Brien (Deutschland) |

| 6. Mai 2017 16:00 MESZ (UTC+2) | Luxemburg      | 3 : 33 | Tschechien | Josy-Barthel-Stadion, Luxemburg Zuschauer: 1200 Schiedsrichter: Craig Maxwell-Keys (England) |
| 6. Mai 2017 16:00 MESZ (UTC+2) | (3:19) Bericht |        |            | Josy-Barthel-Stadion, Luxemburg Zuschauer: 1200 Schiedsrichter: Craig Maxwell-Keys (England) |

#### Süd
|    | Land     | Spiele | Siege | Unent. | Ndlg. | Spiel- punkte | Diff. | Bonus- punkte | Tabellen- punkte |
| -- | -------- | ------ | ----- | ------ | ----- | ------------- | ----- | ------------- | ---------------- |
| 1. | Malta    | 4      | 3     | 1      | 0     | 147:49        | + 98  | 3             | 17               |
| 2. | Israel   | 4      | 3     | 0      | 1     | 135:100       | + 35  | 2             | 14               |
| 3. | Kroatien | 4      | 2     | 1      | 1     | 106:79        | + 27  | 2             | 12               |
| 4. | Andorra  | 4      | 1     | 0      | 3     | 62:181        | − 119 | 0             | 4                |
| 5. | Zypern   | 4      | 0     | 0      | 4     | 72:113        | − 41  | 2             | 2                |

| 22. Oktober 2016 18:00 MESZ (UTC+2) | Andorra        | 15 : 63 | Malta | Estadi Nacional, Andorra la Vella Zuschauer: 400 Schiedsrichter: Riccardo Angelucci (Italien) |
| 22. Oktober 2016 18:00 MESZ (UTC+2) | (3:32) Bericht |         |       | Estadi Nacional, Andorra la Vella Zuschauer: 400 Schiedsrichter: Riccardo Angelucci (Italien) |

| 29. Oktober 2016 14:00 MEZ (UTC+1) | Malta         | 31 : 3 | Zypern | Hibernians Football Ground, Paola Schiedsrichter: Ariel Cabral (Israel) |
| 29. Oktober 2016 14:00 MEZ (UTC+1) | (7:3) Bericht |        |        | Hibernians Football Ground, Paola Schiedsrichter: Ariel Cabral (Israel) |

| 29. Oktober 2016 16:00 MEZ (UTC+1) | Kroatien       | 47 : 15 | Andorra | Stadion Stari plac, Split Zuschauer: 1000 Schiedsrichter: Ionut Bodea (Rumänien) |
| 29. Oktober 2016 16:00 MEZ (UTC+1) | (40:3) Bericht |         |         | Stadion Stari plac, Split Zuschauer: 1000 Schiedsrichter: Ionut Bodea (Rumänien) |

| 5. November 2016 14:00 IST (UTC+2) | Israel         | 23 : 16 | Kroatien | Wingate-Stadion, Netanja Zuschauer: 1700 Schiedsrichter: John Catteau (Belgien) |
| 5. November 2016 14:00 IST (UTC+2) | (20:6) Bericht |         |          | Wingate-Stadion, Netanja Zuschauer: 1700 Schiedsrichter: John Catteau (Belgien) |

| 12. November 2016 14:30 MEZ (UTC+1) | Zypern          | 28 : 38 | Israel | Pafiako-Stadion, Paphos Zuschauer: 500 Schiedsrichter: Matéj Rázga (Tschechien) |
| 12. November 2016 14:30 MEZ (UTC+1) | (18:17) Bericht |         |        | Pafiako-Stadion, Paphos Zuschauer: 500 Schiedsrichter: Matéj Rázga (Tschechien) |

| 11. Februar 2017 17:50 MEZ (UTC+1) | Andorra       | 15 : 14 | Zypern | Estadi Nacional, Andorra la Vella Zuschauer: 1000 Schiedsrichter: Philippe Lenne (Belgien) |
| 11. Februar 2017 17:50 MEZ (UTC+1) | (0:7) Bericht |         |        | Estadi Nacional, Andorra la Vella Zuschauer: 1000 Schiedsrichter: Philippe Lenne (Belgien) |

| 8. April 2017 15:00 IST (UTC+2) | Israel          | 57 : 17 | Andorra | Wingate-Stadion, Netanja Zuschauer: 700 Schiedsrichter: Yann Benoît (Schweiz) |
| 8. April 2017 15:00 IST (UTC+2) | (23:10) Bericht |         |         | Wingate-Stadion, Netanja Zuschauer: 700 Schiedsrichter: Yann Benoît (Schweiz) |

| 22. April 2017 14:00 MESZ (UTC+2) | Malta           | 39 : 17 | Israel | Hibernians Football Ground, Paola Zuschauer: 1500 Schiedsrichter: Pierre Brousset (Frankreich) |
| 22. April 2017 14:00 MESZ (UTC+2) | (19:10) Bericht |         |        | Hibernians Football Ground, Paola Zuschauer: 1500 Schiedsrichter: Pierre Brousset (Frankreich) |

| 29. April 2017 14:00 MESZ (UTC+2) | Kroatien      | 14 : 14 | Malta | Stadion NŠC Stjepan Spajić, Zagreb Zuschauer: 1500 Schiedsrichter: Jorge Molpeces (Spanien) |
| 29. April 2017 14:00 MESZ (UTC+2) | (0:3) Bericht |         |       | Stadion NŠC Stjepan Spajić, Zagreb Zuschauer: 1500 Schiedsrichter: Jorge Molpeces (Spanien) |

| 6. Mai 2017 15:00 MESZ (UTC+2) | Zypern         | 27 : 29 | Kroatien | Pafiako-Stadion, Paphos Zuschauer: 500 Schiedsrichter: Nigel Correll (Irland) |
| 6. Mai 2017 15:00 MESZ (UTC+2) | (20:3) Bericht |         |          | Pafiako-Stadion, Paphos Zuschauer: 500 Schiedsrichter: Nigel Correll (Irland) |

### Conference 2

#### Nord
|    | Land     | Spiele | Siege | Unent. | Ndlg. | Spiel- punkte | Diff. | Bonus- punkte | Tabellen- punkte |
| -- | -------- | ------ | ----- | ------ | ----- | ------------- | ----- | ------------- | ---------------- |
| 1. | Ungarn   | 4      | 4     | 0      | 0     | 157:30        | + 127 | 3             | 19               |
| 2. | Dänemark | 4      | 3     | 0      | 1     | 161:42        | + 119 | 3             | 15               |
| 3. | Norwegen | 4      | 2     | 0      | 2     | 98:109        | − 11  | 1             | 9                |
| 4. | Finnland | 4      | 1     | 0      | 3     | 92:144        | − 52  | 1             | 5                |
| 5. | Estland  | 4      | 0     | 0      | 4     | 39:222        | − 183 | 0             | 0                |

| 1. Oktober 2016 14:00 OESZ (UTC+3) | Estland        | 5 : 53 | Ungarn | Kalevi Keskstaadion, Tallinn Zuschauer: 200 Schiedsrichter: George Kopp (Russland) |
| 1. Oktober 2016 14:00 OESZ (UTC+3) | (0:27) Bericht |        |        | Kalevi Keskstaadion, Tallinn Zuschauer: 200 Schiedsrichter: George Kopp (Russland) |

| 8. Oktober 2016 13:00 MESZ (UTC+2) | Norwegen        | 48 : 31 | Finnland | Bislett-Stadion, Oslo Schiedsrichter: Alfoso Nogueria (Portugal) |
| 8. Oktober 2016 13:00 MESZ (UTC+2) | (15:26) Bericht |         |          | Bislett-Stadion, Oslo Schiedsrichter: Alfoso Nogueria (Portugal) |

| 8. Oktober 2016 15:00 MESZ (UTC+2) | Ungarn         | 25 : 13 | Dänemark | RCH Stadion, Esztergom Schiedsrichter: Hrvoje Bartolić (Kroatien) |
| 8. Oktober 2016 15:00 MESZ (UTC+2) | (20:3) Bericht |         |          | RCH Stadion, Esztergom Schiedsrichter: Hrvoje Bartolić (Kroatien) |

| 22. Oktober 2016 13:00 OESZ (UTC+3) | Finnland       | 51 : 6 | Estland | Myllypuro-Sportpark, Helsinki Zuschauer: 300 Schiedsrichter: Ramūnas Grumbinas (Litauen) |
| 22. Oktober 2016 13:00 OESZ (UTC+3) | (18:6) Bericht |        |         | Myllypuro-Sportpark, Helsinki Zuschauer: 300 Schiedsrichter: Ramūnas Grumbinas (Litauen) |

| 22. Oktober 2016 16:00 MESZ (UTC+2) | Dänemark       | 20 : 0 | Norwegen | Odense Atletikstadion, Odense Zuschauer: 500 Schiedsrichter: Dan Maughan (Deutschland) |
| 22. Oktober 2016 16:00 MESZ (UTC+2) | (17:0) Bericht |        |          | Odense Atletikstadion, Odense Zuschauer: 500 Schiedsrichter: Dan Maughan (Deutschland) |

| 22. April 2017 16:00 MESZ (UTC+2) | Dänemark       | 53 : 5 | Finnland | Odense Atletikstadion, Odense Zuschauer: 450 Schiedsrichter: Dariusz Reks (Polen) |
| 22. April 2017 16:00 MESZ (UTC+2) | (29:0) Bericht |        |          | Odense Atletikstadion, Odense Zuschauer: 450 Schiedsrichter: Dariusz Reks (Polen) |

| 22. April 2017 16:00 MESZ (UTC+2) | Ungarn | 42 : 7 | Norwegen | RCH Stadion, Esztergom Schiedsrichter: Łukasz Jasiński (Polen) |
| 22. April 2017 16:00 MESZ (UTC+2) |        |        |          | RCH Stadion, Esztergom Schiedsrichter: Łukasz Jasiński (Polen) |

| 29. April 2017 14:00 OESZ (UTC+3) | Estland        | 12 : 75 | Dänemark | Kalevi Keskstaadion, Tallinn Zuschauer: 50 Schiedsrichter: George Mossford (Finnland) |
| 29. April 2017 14:00 OESZ (UTC+3) | (0:60) Bericht |         |          | Kalevi Keskstaadion, Tallinn Zuschauer: 50 Schiedsrichter: George Mossford (Finnland) |

| 6. Mai 2017 13:00 MESZ (UTC+2) | Finnland      | 5 : 37 | Ungarn | Myllypuro-Sportpark, Helsinki Zuschauer: 400 Schiedsrichter: Kevin Sulejmani (Belgien) |
| 6. Mai 2017 13:00 MESZ (UTC+2) | (5:6) Bericht |        |        | Myllypuro-Sportpark, Helsinki Zuschauer: 400 Schiedsrichter: Kevin Sulejmani (Belgien) |

| 6. Mai 2017 15:00 MESZ (UTC+2) | Norwegen        | 43 : 16 | Estland | Bislett-Stadion, Oslo Zuschauer: 500 Schiedsrichter: Rami Aro (Schweden) |
| 6. Mai 2017 15:00 MESZ (UTC+2) | (17:13) Bericht |         |         | Bislett-Stadion, Oslo Zuschauer: 500 Schiedsrichter: Rami Aro (Schweden) |

#### Süd
|    | Land                    | Spiele | Siege | Unent. | Ndlg. | Spiel- punkte | Diff. | Bonus- punkte | Tabellen- punkte |
| -- | ----------------------- | ------ | ----- | ------ | ----- | ------------- | ----- | ------------- | ---------------- |
| 1. | Bosnien und Herzegowina | 4      | 3     | 0      | 1     | 90:54         | + 36  | 1             | 13               |
| 2. | Österreich              | 4      | 3     | 0      | 1     | 79:51         | + 28  | 0             | 12               |
| 3. | Slowenien               | 4      | 2     | 0      | 2     | 114:48        | + 66  | 2             | 10               |
| 4. | Serbien                 | 4      | 2     | 0      | 2     | 77:107        | − 30  | 1             | 9                |
| 5. | Türkei                  | 4      | 0     | 0      | 4     | 0:100         | − 100 | 0             | 0                |

| 8. Oktober 2016 15:00 MESZ (UTC+2) | Österreich     | 29 : 22 | Bosnien und Herzegowina | Wiener Sport-Club Platz, Wien Zuschauer: 700 Schiedsrichter: Štěpán Čekal (Tschechien) |
| 8. Oktober 2016 15:00 MESZ (UTC+2) | (9:15) Bericht |         |                         | Wiener Sport-Club Platz, Wien Zuschauer: 700 Schiedsrichter: Štěpán Čekal (Tschechien) |

| 29. Oktober 2016 14:00 MESZ (UTC+2) | Slowenien      | 74 : 13 | Serbien | Športni Park Šiška, Ljubljana Zuschauer: 500 Schiedsrichter: Matteo Liperini (Italien) |
| 29. Oktober 2016 14:00 MESZ (UTC+2) | (27:6) Bericht |         |         | Športni Park Šiška, Ljubljana Zuschauer: 500 Schiedsrichter: Matteo Liperini (Italien) |

| 5. November 2016 | Serbien | 25 : 0 * | Türkei |  |
| 5. November 2016 |         |          |        |  |

| 12. November 2016 | Türkei | 0 : 25 * | Österreich |  |
| 12. November 2016 |        |          |            |  |

| 26. November 2016 | Türkei | 0 : 25 * | Slowenien |  |
| 26. November 2016 |        |          |           |  |

| 4. März 2017 | Bosnien und Herzegowina | 25 : 0 * | Türkei |  |
| 4. März 2017 |                         |          |        |  |

| 8. April 2017 14:00 MESZ (UTC+2) | Slowenien       | 15 : 22 | Bosnien und Herzegowina | Športni Park Šiška, Ljubljana Zuschauer: 1.000 Schiedsrichter: Norbert Mátrai (Ungarn) |
| 8. April 2017 14:00 MESZ (UTC+2) | (12:13) Bericht |         |                         | Športni Park Šiška, Ljubljana Zuschauer: 1.000 Schiedsrichter: Norbert Mátrai (Ungarn) |

| 22. April 2017 15:00 MESZ (UTC+2) | Bosnien und Herzegowina | 21 : 10 | Serbien | Kamberovića Polje, Zenica Zuschauer: 300 Schiedsrichter: Csaba Priskin (Ungarn) |
| 22. April 2017 15:00 MESZ (UTC+2) | (6:5) Bericht           |         |         | Kamberovića Polje, Zenica Zuschauer: 300 Schiedsrichter: Csaba Priskin (Ungarn) |

| 22. April 2017 17:00 MESZ (UTC+2) | Österreich    | 13 : 0 | Slowenien | Wiener Sport-Club Platz, Wien Zuschauer: 800 Schiedsrichter: Pedro Mendes Silva (Portugal) |
| 22. April 2017 17:00 MESZ (UTC+2) | (5:0) Bericht |        |           | Wiener Sport-Club Platz, Wien Zuschauer: 800 Schiedsrichter: Pedro Mendes Silva (Portugal) |

| 29. April 2017 14:00 MESZ (UTC+2) | Serbien        | 29 : 12 | Österreich | Stadion Makiš, Belgrad Zuschauer: 200 Schiedsrichter: Schota Tewradse (Georgien) |
| 29. April 2017 14:00 MESZ (UTC+2) | (14:0) Bericht |         |            | Stadion Makiš, Belgrad Zuschauer: 200 Schiedsrichter: Schota Tewradse (Georgien) |

*Wegen finanzieller Probleme des Verbandes konnte die Türkei nicht teilnehmen. Alle Spiele wurden als 25:0-Forfaitsieg für die gegnerische Mannschaft gewertet.

## Rugby Europe Development
|    | Land       | Spiele | Siege | Unent. | Ndlg. | Spiel- punkte | Diff. | Bonus- punkte | Tabellen- punkte |
| -- | ---------- | ------ | ----- | ------ | ----- | ------------- | ----- | ------------- | ---------------- |
| 1. | Slowakei   | 2      | 1     | 0      | 1     | 52:42         | + 10  | 1             | 5                |
| 2. | Montenegro | 2      | 1     | 0      | 1     | 62:51         | + 11  | 1             | 5                |
| 3. | Bulgarien  | 2      | 1     | 0      | 1     | 41:62         | − 21  | 0             | 4                |

| 14. Mai 2017 14:00 MESZ (UTC+2) | Montenegro      | 20 : 32 | Slowakei | Stadion u Parku, Tivat Zuschauer: 150 Schiedsrichter: Christian Serban (Rumänien) |
| 14. Mai 2017 14:00 MESZ (UTC+2) | (15:15) Bericht |         |          | Stadion u Parku, Tivat Zuschauer: 150 Schiedsrichter: Christian Serban (Rumänien) |

| 17. Mai 2017 14:00 MESZ (UTC+2) | Bulgarien      | 22 : 20 | Slowakei | Stadion u Parku, Tivat Zuschauer: 50 Schiedsrichter: Olexander Michgunow (Ukraine) |
| 17. Mai 2017 14:00 MESZ (UTC+2) | (13:3) Bericht |         |          | Stadion u Parku, Tivat Zuschauer: 50 Schiedsrichter: Olexander Michgunow (Ukraine) |

| 20. Mai 2017 14:00 MESZ (UTC+2) | Montenegro      | 42 : 19 | Bulgarien | Stadion u Parku, Tivat Zuschauer: 100 Schiedsrichter: Razvan Andre Vasiliu (Rumänien) |
| 20. Mai 2017 14:00 MESZ (UTC+2) | (27:12) Bericht |         |           | Stadion u Parku, Tivat Zuschauer: 100 Schiedsrichter: Razvan Andre Vasiliu (Rumänien) |

## Relegationsspiele
Championship / Trophy
| 20. Mai 2017 16:00 MESZ (UTC+2) | Belgien         | 29 : 18 | Portugal | Petit Heysel, Brüssel Zuschauer: 1820 Schiedsrichter: Frank Murphy (Irland) |
| 20. Mai 2017 16:00 MESZ (UTC+2) | (14:15) Bericht |         |          | Petit Heysel, Brüssel Zuschauer: 1820 Schiedsrichter: Frank Murphy (Irland) |

Trophy / Rugby Europe Conference 1
| 20. Mai 2017 16:00 MESZ (UTC+2) | Tschechien     | 48 : 14 | Malta | Stadion ragby Císařka, Prag Zuschauer: 500 Schiedsrichter: Thomas Charabas (Frankreich) |
| 20. Mai 2017 16:00 MESZ (UTC+2) | (24:7) Bericht |         |       | Stadion ragby Císařka, Prag Zuschauer: 500 Schiedsrichter: Thomas Charabas (Frankreich) |